# Blood Fever
Blood Fever (Blodrus) er en James Bond-bog af Charlie Higson. Den udkom første gang i 2006.
Bogen er den anden i Young Bond-serien om James Bonds oplevelser som teenager og elev på Eton College i begyndelsen af 1930'erne.

## Plot
På Eton opdager Bond ved et tilfælde forskellige mystiske ting: et hemmeligt tempel, et dobbelt M og to mænd der taler latin. Sammenhængen er uklar, men under en studietur til Sardinien kommer der flere brikker til puslespillet: en lærer der misbruger sin stilling, en pirat med flere sider, en tilfangetaget pige og adskillige stjålne kunstværker. Nøglen til det hele er den renlighedsvanvittige skruppelløse rigmand grev Ugo Carnifex, der drømmer om et genopstandent romerrige.

## Trivia
- Bogens arbejdstitel var Double M, symbolet for den onde organisation i bogen men også et spil på den engelske udtale af Bonds kommende kodenavn 007, double-oh-seven, og hans chef M. Andre titler, der var på tale, var Blood Sport, Blood Sisters, Death Sting, The Zodiac Web, Dance Before You Die, og Vendetta.
- Da Grev Ugo i kapitel 17 holder selskab for sine internationale samarbejdspartnere, nævner han blandt dem Armando Lippe fra Lissabon. Han er far til Grev Lippe i Ian Flemings roman Thunderball.

## Ekstern henvisning
MI6.co.uk – Interview med Charlie Higson om Blood Fever Arkiveret 15. februar 2006 hos  Wayback Machine